# Talsperre Chixoy
Die Talsperre Chixoy (spanisch Represa Chixoy), auch als Wasserkraftwerk Chixoy (spanisch hidroeléctrica Chixoy) bezeichnet, liegt in Guatemala im Departamento Alta Verapaz, einige Kilometer südlich der Kleinstadt San Cristóbal Verapaz. Sie staut den Río Chixoy.
Das Absperrbauwerk besteht aus einem Steinschüttdamm mit einem Tonkern und einem Volumen von 3,2 Mio. m³. Die Hochwasserentlastung liegt auf der linken Seite des Damms. Sie ist für ein Hochwasser von 3.880 m³/s, wie es einmal in 10.000 Jahren auftritt, ausgelegt. Die Höhe beträgt 110 m (oder 90 ) und die Länge der Mauerkrone 250 m. Bei maximalem Stauziel fasst der Stausee 460 Mio. m³ Wasser. Der Staudamm wurde von 1976 bis 1983 erbaut.
Vom Absperrbauwerk führt ein 26 km langer Tunnel nach Norden, der das Wasser zum Maschinenhaus leitet. Er ist in zwei Abschnitte mit 8 und 18 km Länge unterteilt, da das Tal des Río Chixoy überquert werden muss. Dies geschieht durch eine 200 m lange Druckleitung, die auf sechs Pfeilern das Tal überquert.

## Kraftwerk
Das Kraftwerk Chixoy ist mit einer installierten Leistung von 300 MW das größte Wasserkraftwerk Guatemalas. Bei der Inbetriebnahme des Kraftwerks im November 1983 gingen fünf Maschinen mit jeweils maximal 60 MW Leistung ans Netz. Sowohl die Pelton-Turbinen als auch die zugehörigen Generatoren (Mitsubishi) wurden von Sulzer Escher Wyss geliefert. Das Maschinenhaus des Kraftwerks befindet sich 26 km nördlich der Talsperre in Quixal.
Besitzer und Betreiber des Kraftwerks ist Instituto Nacional de Electrificación/Empresa de Generación de Energía Eléctrica (INDE/EGEE).

## Rio Negro Massaker
Der geplante Dammbau hatte die Umsiedlung von lokaler Bevölkerung zur Folge. Guatemala befand sich zu diesem Zeitpunkt in einem Bürgerkrieg. Im Zuge dessen kam es 1982 zur Ermordung von 400 Menschen.